# Siyar Bahadurzada
Siyar Bahadurzada (Kabul, 17 aprile 1984) è un lottatore di arti marziali miste afghano naturalizzato olandese.
Combatte nella categoria dei pesi welter per l'organizzazione statunitense UFC; in passato è stato campione dei pesi medi nella promozione giapponese Shooto.

## Infanzia
Siyar Bahadurzada nasce nel 1984 a Kabul, in Afghanistan, in un periodo caratterizzato dalla violenta guerra russo-afghana; all'età di 15 anni immigra con la famiglia nei Paesi Bassi, dove viene introdotto nel mondo delle arti marziali miste dal maestro Martijn de Jong.

## Carriera nelle arti marziali miste

### Inizi: Shooto e WVR Sengoku
La carriera da professionista di Siyar inizia nel 2002 alla verde età di 17 anni prendendo parte agli incontri organizzati da varie promozioni locali e dalla franchigia olandese della prestigiosa federazione nipponica Shooto; tra il 2002 ed il 2007 combatte 14 incontri vincendone 11 e venendo sconfitto solamente due volte ed in entrambi i casi ai punti.
Nel 2007 viene scelto come contendente al titolo dei pesi medi Shooto, cintura che in passato venne indossata da lottatori del calibro di Anderson Silva e Hayato Sakurai: Siyar sconfigge ai punti il campione in carica Shiko Yamashita e diviene così il nuovo campione dei pesi medi Shooto.
Nel 2008 viene ingaggiato dalla promozione giapponese World Victory Road per combattere nei loro eventi Sengoku: l'esordio è negativo e viene sottomesso per strangolamento da Kazuo Misaki, subendo così la sua terza sconfitta in carriera.
Lo stesso anno prende parte al torneo dei pesi medi Sengoku 2008 Middleweight Grand Prix, torneo che avrebbe decretato uno degli sfidanti al titolo di categoria Sengoku; nei quarti di finale sconfigge rapidamente Evangelista Santos grazie ad un infortunio capitato all'avversario, ma in semifinale viene sottomesso in poco più di un minuto dal vincitore dello Strikeforce Grand Prix Jorge Santiago.
Successivamente nel 2009 e nel 2010 difende per due volte il titolo Shooto contro Leandro Silva e Carlos Pereira grazie a due vittorie per KO nel primo round.
Nel 2010 passa nei pesi welter per combattere in un torneo organizzato dalla promozione olandese Ultimate Glory. Nei quarti di finale avrebbe dovuto affrontare l'ex campione bodogFight Nick Thompson, ma quest'ultimo venne sostituito con l'esperto Derrick Noble: Siyar mise KO l'avversario nel primo round; anche in semifinale ottenne una veloce ed importante vittoria per KO su John Alessio, veterano delle MMA ed ex contendente alle cinture UFC e WEC; in finale si sbarazzò con un altro KO anche di Tommy Depret, vincendo così il torneo.
Dopo la vittoria di quel torneo le più importanti organizzazioni internazionali di arti marziali miste si interessarono a Siyar, e la statunitense Strikeforce raggiunse un accordo con il lottatore afghano per un contratto di quattro incontri, salvo poi dover annullare il tutto in quanto Bahadurzada non riuscì ad ottenere un visto d'ingresso P-1 per atleti.

### Ultimate Fighting Championship
Siyar firmò nel 2011 per la Ultimate Fighting Championship, al tempo considerata la più prestigiosa organizzazione di arti marziali miste del mondo, lasciando quindi vacante il titolo dei pesi medi Shooto.
L'esordio doveva avvenire nell'evento UFC 142: Aldo vs. Mendes contro il lottatore di casa Erick Silva, ma a causa di un infortunio dovette posticipare il debutto che invece avvenne in Europa nell'aprile 2012 con l'evento UFC on Fuel TV: Gustafsson vs. Silva: Siyar stupì tutti stendendo l'avversario Paulo Thiago in soli 42 secondi con un singolo pugno.
Dopo l'ottimo debutto Siyar avrebbe dovuto affrontare Thiago Alves, il quale s'infortunò e venne sostituito con Chris Clements, ma successivamente lo stesso Bahadurzada subì un acciacco e diede forfait, tornando a combattere nel marzo 2013 in Giappone contro il forte grappler sudcoreano Kim Dong-Hyun: Siyar pagò le proprie lacune nella lotta a terra e si fece dominare al suolo dall'avversario per tutto l'incontro, perdendo per decisione unanime dei giudici di gara.
Successivamente accettò di sostituire Tarec Saffiedine nel match contro Robbie Lawler programmato per luglio, ma Bahadurzada subì un acciacco e dovette dare forfait, venendo rimpiazzato con Bobby Voelker. Lottò in dicembre contro John Howard, venendo meritatamente sconfitto ai punti.
Dopo un lungo periodo di pausa, tornò a combattere nell'ottagono a marzo del 2016 contro Brandon Thatch all'evento UFC 196, ottenendo una vittoria per sottomissione dopo aver applicato uno strangolamento a triangolo con le braccia.
Bahadurzada avrebbe dovuto affrontare Claudio Silva a luglio del 2016, all'evento UFC 201. Tuttavia, Silva venne rimosso dalla card per infortunio e sostituito da Jorge Masvidal. In seguito, Bahadurzada venne sorpreso da un infortunio il 12 luglio e venne rimpiazzato da Ross Pearson.

### Risultati nelle arti marziali miste
| Risultato | Record | Avversario               | Metodo                               | Evento                                             | Data              | Round | Tempo | Città                      | Note                                                   |
| --------- | ------ | ------------------------ | ------------------------------------ | -------------------------------------------------- | ----------------- | ----- | ----- | -------------------------- | ------------------------------------------------------ |
| Vittoria  | 24-6-1 | Luan Chagas              | TKO (calcio al corpo e pugno)        | UFC Fight Night: Barboza vs. Lee                   | 21 aprile 2018    | 2     | 2:40  | Atlantic City, Stati Uniti | Performance of the Night                               |
| Vittoria  | 23-6-1 | Rob Wilkinson            | TKO (pugni)                          | UFC Fight Night: Volkov vs. Struve                 | 2 settembre 2017  | 2     | 3:10  | Rotterdam, Paesi Bassi     | Incontro pesi medi                                     |
| Vittoria  | 22-6-1 | Brandon Thatch           | Sottomissione (triangolo di braccia) | UFC 196: McGregor vs. Diaz                         | 5 marzo 2016      | 3     | 4:11  | Las Vegas, Stati Uniti     |                                                        |
| Sconfitta | 21-6-1 | John Howard              | Decisione (unanime)                  | UFC 168: Weidman vs. Silva 2                       | 28 dicembre 2013  | 3     | 5:00  | Las Vegas, Stati Uniti     |                                                        |
| Sconfitta | 21-5-1 | Kim Dong-Hyun            | Decisione (unanime)                  | UFC on Fuel TV: Silva vs. Stann                    | 3 marzo 2013      | 3     | 5:00  | Saitama, Giappone          |                                                        |
| Vittoria  | 21–4-1 | Paulo Thiago             | KO (pugno)                           | UFC on Fuel TV: Gustafsson vs. Silva               | 14 aprile 2012    | 1     | 0:42  | Stoccolma, Svezia          | Debutto in UFC                                         |
| Vittoria  | 20–4-1 | Tommy Depret             | KO Tecnico (pugni)                   | United Glory: 2010-2011 World Series Finals        | 28 maggio 2011    | 2     | 4:16  | Mosca, Russia              | Vince i UG 2010-2011 World Series                      |
| Vittoria  | 19–4-1 | John Alessio             | KO Tecnico (pugni e ginocchiate)     | United Glory: 2010-2011 World Series Semifinals    | 19 marzo 2011     | 1     | 1:55  | Charleroi, Belgio          | UG 2010-2011 World Series, Semifinale                  |
| Vittoria  | 18–4-1 | Derrick Noble            | KO Tecnico (pugni)                   | United Glory: 2010-2011 World Series Quarterfinals | 16 ottobre 2010   | 1     | 1:54  | Amsterdam, Paesi Bassi     | UG 2010-2011 World Series, Quarti di finale            |
| Vittoria  | 17–4-1 | Carlos Alexandre Pereira | KO (pugno)                           | Shooto: Brazil 17                                  | 6 agosto 2010     | 1     | 1:34  | Rio de Janeiro, Brasile    | Difende il titolo dei Pesi Medi Shooto                 |
| Vittoria  | 16–4-1 | Robert Jocz              | Decisione (maggioranza)              | Ultimate Glory 11: A Decade of Fights              | 17 ottobre 2009   | 3     | 5:00  | Amsterdam, Paesi Bassi     |                                                        |
| Vittoria  | 15–4-1 | Leandro Silva            | KO Tecnico (pugni)                   | Shooto: Brazil 13                                  | 27 agosto 2009    | 1     | 3:14  | Fortaleza, Brasile         | Difende il titolo dei Pesi Medi Shooto                 |
| Sconfitta | 14–4-1 | Jorge Santiago           | Sottomissione (heel hook)            | World Victory Road Presents: Sengoku 6             | 1º novembre 2008  | 1     | 1:10  | Saitama, Giappone          | Sengoku 2008 Middleweight Grand Prix, Semifinale       |
| Vittoria  | 14–3-1 | Evangelista Santos       | KO Tecnico (infortunio)              | World Victory Road Presents: Sengoku 5             | 28 settembre 2008 | 1     | 0:22  | Tokyo, Giappone            | Sengoku 2008 Middleweight Grand Prix, Quarti di finale |
| Sconfitta | 13–3-1 | Kazuo Misaki             | Sottomissione (ghigliottina)         | World Victory Road Presents: Sengoku 1             | 5 marzo 2008      | 2     | 2:02  | Tokyo, Giappone            |                                                        |
| Vittoria  | 13–2-1 | Nathan Schouteren        | Sottomissione (colpi)                | Ultimate Glory 6: Ede's Best against the Rest      | 17 novembre 2007  | 1     | 4:17  | Ede, Paesi Bassi           |                                                        |
| Vittoria  | 12–2-1 | Shiko Yamashita          | Decisione (unanime)                  | Shooto: Back To Our Roots 4                        | 15 luglio 2007    | 3     | 5:00  | Tokyo, Giappone            | Vince il titolo dei Pesi Medi Shooto                   |
| Vittoria  | 11–2-1 | Kurt Verschueren         | KO Tecnico (soccer kick)             | Ultimate Glory 3: Upside Down                      | 20 maggio 2007    | 1     | 0:27  | Utrecht, Paesi Bassi       |                                                        |
| Vittoria  | 10–2-1 | Rody Trost               | KO Tecnico (colpi)                   | Staredown City                                     | 22 aprile 2007    | 2     | 2:35  | Amsterdam, Paesi Bassi     |                                                        |
| Vittoria  | 9–2-1  | Rolandas Agrba           | Sottomissione (rear naked choke)     | Ultimate Glory 2                                   | 21 gennaio 2007   | 1     | 0:26  | Utrecht, Paesi Bassi       |                                                        |
| Vittoria  | 8–2-1  | Dennis Charoykin         | Decisione (unanime)                  | Kickboxing Gala Free-Fight                         | 15 ottobre 2006   | 3     | 3:00  | Beverwijk, Paesi Bassi     |                                                        |
| Vittoria  | 7–2-1  | Alexander Penao          | Sottomissione (heel hook)            | Shooto: Holland 4                                  | 10 settembre 2005 | 1     | 1:01  | Barneveld, Paesi Bassi     |                                                        |
| Sconfitta | 6–2-1  | Stefan Klever            | Decisione (unanime)                  | Rings Holland: Born Invincible                     | 12 dicembre 2004  | 2     | 5:00  | Utrecht, Paesi Bassi       |                                                        |
| Sconfitta | 6–1-1  | Nathan Schouteren        | Decisione (unanime)                  | Shooto Holland: Knock-Out Gala III                 | 28 marzo 2004     | 2     | 5:00  | Flessinga, Paesi Bassi     |                                                        |
| Parità    | 6–0-1  | Patrick Vallee           | Parità                               | Shooto Holland: Fight Night                        | 18 ottobre 2003   | 2     | 5:00  | Flessinga, Paesi Bassi     |                                                        |
| Vittoria  | 6–0    | Arschak Dahabagian       | Decisione (unanime)                  | Shooto Holland: On Tour 4                          | 20 settembre 2003 | 2     | 5:00  | Ede, Paesi Bassi           |                                                        |
| Vittoria  | 5–0    | Dennis van Asselt        | Sottomissione (north-south choke)    | Shooto Holland: 4-Man Tournament                   | 20 aprile 2003    | 1     | 2:23  | Goes, Paesi Bassi          |                                                        |
| Vittoria  | 4–0    | Sebastian Rijtslag       | Sottomissione (rear naked choke)     | Shooto Holland: 4-Man Tournament                   | 20 aprile 2003    | 1     | 3:21  | Goes, Paesi Bassi          |                                                        |
| Vittoria  | 3–0    | Hubert Veenendaal        | Sottomissione (triangolo)            | Shooto Holland: Holland vs. the World              | 12 aprile 2003    | 1     | 2:28  | Culemborg, Paesi Bassi     |                                                        |
| Vittoria  | 2–0    | Mingoes Pelupessy        | KO (calcio alla testa)               | Shooto Holland: On Tour                            | 29 settembre 2002 | 1     | 0:19  | Culemborg, Paesi Bassi     |                                                        |
| Vittoria  | 1–0    | Marc Lange               | KO (pugni)                           | Beast of the East 4                                | 8 marzo 2002      | 1     | 0:57  | Zutphen, Paesi Bassi       |                                                        |